# Ballito
Ballito (Ballitoville) – miasto, zamieszkane przez 23 135 ludzi, w Republice Południowej Afryki, w prowincji KwaZulu-Natal.
Miasto założono w roku 1954, jako prywatną inwestycję, wcześniej położona tu była plantacja trzciny cukrowej.